# Crassier
Crassier is een gemeente en plaats in het Zwitserse kanton Vaud, en maakt deel uit van het district Nyon.
Crassier telt 1095 inwoners (31 dec. 2008). Het dorp is centraal gelegen tussen Divonne Les Bain en Nyon.